# Namsenfjorden

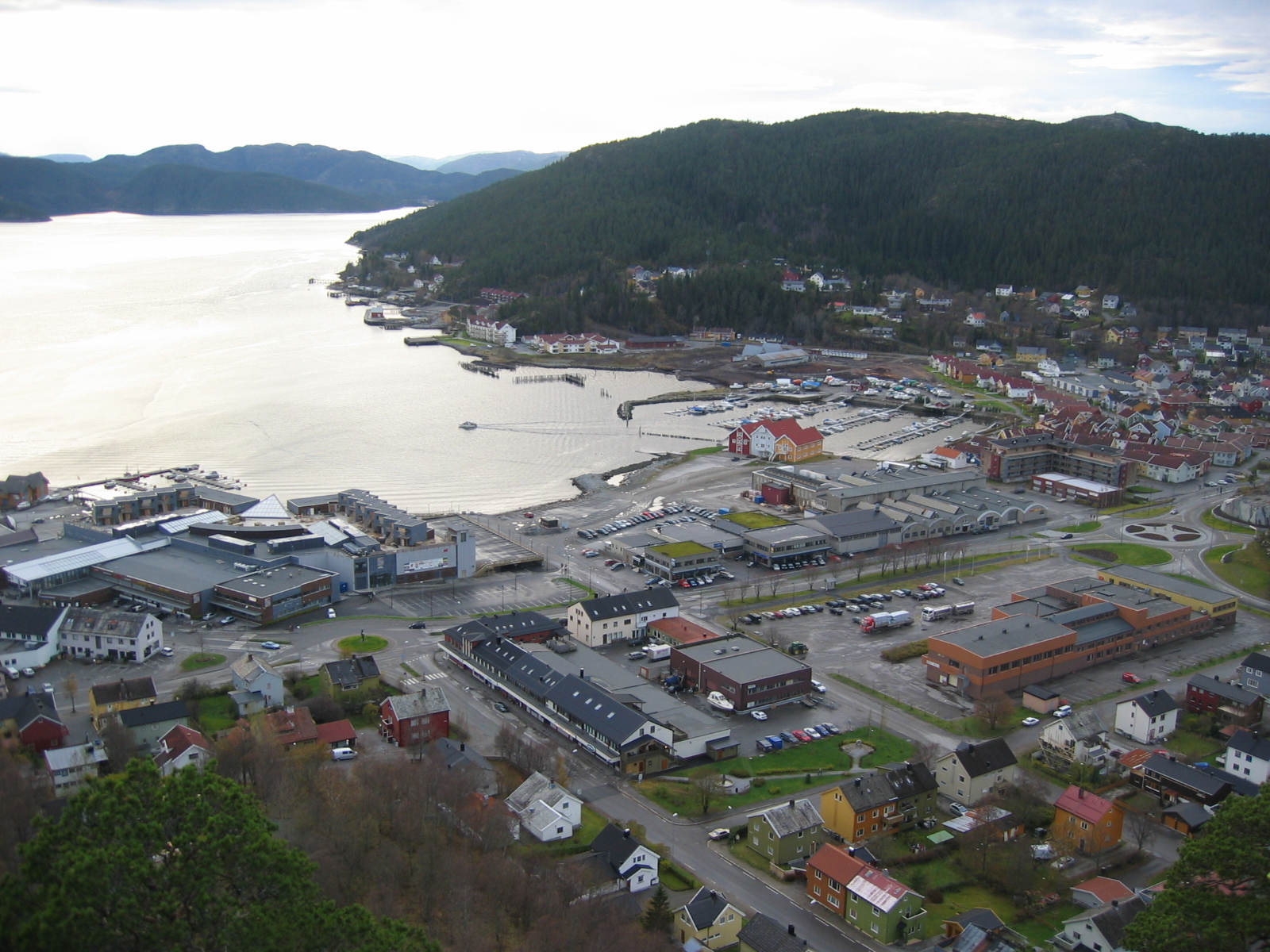
Namsos och Namsenfjorden.

Namsenfjorden eller Namsfjorden är en 33 kilometer lång fjord i Nord-Trøndelag fylke, Norge, från Folla in mot Namsos.